# Lessertia eremicola
Lessertia eremicola är en ärtväxtart som beskrevs av Moritz Kurt Dinter. Lessertia eremicola ingår i släktet Lessertia och familjen ärtväxter. Inga underarter finns listade i Catalogue of Life.